# Час пик (группа)
«Час пик» — советская рок-группа из Куйбышева, записавшая в 1983 году совместно с диск-жокеем Александром А́стровым первый рэп-альбом на русском языке.

## История
В начале 1980-х годов в Куйбышеве дискотеки играли важную роль в жизни города. С 1982 по 1986 год действовало сразу несколько дискотек, апофеозом которых стали ежегодно проводимые конкурсы. В 1982 году на одной из таких дискотек и появилась рок-группа «Час пик», предпочитавшая развлекать местную публику западными хитами, чередуя их репертуаром групп «Воскресенье» и «Машина времени». Руководителем коллектива был клавишник Александр Черкес. В куйбышевскую четвёрку также вошли Игорь Маслов (бас-гитара), Валерий Петров (вокал, гитара) и Александр Савельев (ударные).
Весной 1983 года на дискотеке «Канон» в студенческом клубе «Гаудеамус» группа познакомилась с местным диск-жокеем Александром А́стровым (род. 20 августа 1960 года). Сдружившись с участниками коллектива, Астров стал их звукорежиссёром. Благодаря техническим возможностям «Канона» к концу года был записан магнитоальбом, запомнившийся блюзом поющего гитариста Петрова «Дождь» и меланхоличной балладой «Для вас», написанной Черкесом. Помимо этих двух песен для альбома были записаны «Странный сон», «Памяти Джона Леннона» и «Дискотека». Астров был не только генератором идей, но и автором большинства текстов «Часа пик».
В конце 1983 года диск-жокей Астров предложил группе «Час пик» записать у него несколько оригинальных номеров для очередной конкурсной программы «Канона». В процессе работы у Астрова родилась идея записать несколько рэп-вставок в стиле американской рэп-группы The Sugarhill Gang, чей дебютный сингл «Rapper’s Delight» (1979) пользовался успехом у местных диск-жокеев, однако ставить запись на танцах никто не решался из-за отсутствия русского текста. И хотя на обратной стороне грампластинки находился инструментальный вариант композиции, с добавлением голоса также никто не спешил, пока не появилась ещё одна рэп-запись от британского рок-музыканта Кэптена Сенсибла «Wot» (1982), которая оказалась более европейской по духу и подтолкнула Астрова на эксперимент с русским языком. Черкес отказался от этой идеи, а трое оставшихся участников «Часа пик» согласились. Как и их предшественники из The Sugarhill Gang, музыканты переиграли басовую партию из композиции «Good Times» диско-фанк-группы Chic, добавив свою перкуссию и гитарный проигрыш, чтобы песня звучала в стиле хип-хоп. Инструменталы всех пяти композиций были записаны в течение одной ночи, а голос был наложен Астровым под утро.
Диск-жокей исполнил несколько англоязычных строк из «Rapper’s Delight», а в качестве перевода в шутливой форме сначала зачитал текст из стихотворения Льюиса Кэрролла «Бармаглот», а затем исполнил примитивные рэп-монологи (от чтения алфавита до таблицы умножения). Позже, используя дискотечную аппаратуру, пульт «Электроника» и два магнитофона «Олимп», Астров свёл все записи воедино, добавив в некоторых местах шумы и звуковые эффекты. Через несколько часов после завершения записи музыканты вместе с аппаратурой отправились в близлежащий Тольятти, где проходил очередной конкурс дискотек. После совместного выступления «Канона» и «Часа пик» один из членов жюри, Ольга Опрятная, попросил у участников запись прозвучавших номеров. Ей сделали копию, которая и отправилась в Москву, вернувшись обратно в Куйбышев через год в виде 25-минутного магнитоальбома «Рэп» (состоящего из песен «Дискотека», «Суббота», «Рэп», «Потанцуй», «Проходит время»).
В 1984 году выход пластинки вызвал в городе Куйбышев лёгкий шок, а музыканты группы «Час пик» решили, что своей популярностью запись обязана именно им, а не Астрову, и провели около года в безуспешных попытках записать ещё один альбом. Из-за разногласий между Черкесом и Петровым группа вскоре распалась, так и не записав «своего» альбома. Черкес занялся продюсированием группы «Приём по личным вопросам», а Петров основал вскоре распавшуюся группу «Полюс».
Весной 1986 года Астров записал наброски к трём номерам — «Город», «Что они сделали с нашей песней» и «Чернобыль», в которых попытался уйти от дискотечной тематики. Осенью его пригласили в Ленинград для участия в шоу в ЛДМ, где он в сопровождении Петрова и трио «АВИА» в первый и последний раз исполнил старые хиты со сцены.

## Критика
В 1990 году музыкальный критик Артемий Троицкий в своей книге «Рок-музыка в СССР: опыт популярной энциклопедии» разместил историю группы «Час пик», написанную Александром А́стровым. Коллектив был отмечен как «первая куйбышевская группа, добившаяся всесоюзной известности (если не брать в расчёт ансамбль «Синяя птица»)».
В 1991 году журналисты Александр Алексеев, Андрей Бурлака и Алексей Сидоров в своей книге «Кто есть кто в советском роке», описывая «рэп» в словаре музыкальных терминов, упомянули, что композиции журналиста и диск-жокея Александра Астрова и группы «Час пик» являются «первыми опытами в стиле рэп в отечественной истории».
В 1994 году в книге Александра Кушнира «Золотое подполье: полная иллюстрированная энциклопедия рок-самиздата 1967-1994» был опубликован обзор на альбом «Рэп» от Артемия Троицкого, написанный им в статье «Заверните десяток, пожалуйста!» («Сделай сам»-84) для самиздатовского журнала «Рокси» в январе 1985 года. В своём обзоре Троицкий написал, что на 25-минутной катушке «Рэп» музыканты играют электро-фанк и «рэплются» по поводу дискотек, причём рэп по тексту «намного веселее, чем аналогичная болтовня диск-жокеев». Среди минусов альбома отметил затянутость и однообразность, но в итоге назвал «лучшей танцевальной записью года» и «хорошим подарком для наших дискотек».
В 1999 году журналист Александр Кушнир подробно описал историю записи альбома «Рэп» (1984) в своей книге «100 магнитоальбомов советского рока» и отметил, что эта форма подачи «русского рэпа» в его приволжской интерпретации «предвосхитила большинство будущих хитов Сергея Минаева и К°».
В 2009 году журналисты портала Rap.ru, Андрей Никитин и Руслан Муннибаев, упомянули на сайте интернет-издания OpenSpace.ru, что первую композицию в стиле рэп на русском языке записал куйбышевский ВИА «Час пик» в 1983 году, взяв за основу инструментальную версию The Sugarhill Gang «Rapper’s Delight» (1979).
В 2011 году журнал «Собака.ru» добавил творчество группы «Час пик» в свою хронологию русского рэпа как «первый в истории русскоязычный рэп».
В 2015 году редактор самарского интернет-портала SamCult.ru журналист Илья Сульдин упомянул, что во время записи альбома группы «Час пик» Астров «изобрёл русский рэп».
В марте 2016 года известный баттл-рэпер Oxxxymiron опубликовал в своём Твиттере ссылку на альбом «Рэп» группы «Час пик» и предложил обратить внимание на двойные рифмы, которые использовал Астров: «Чекните первые 8 строк. Объясните, почему в 1984 в русрэпе были двойные рифмы, а с 90х и до недавнего времени — нет?». Этот отзыв привлёк внимание к творчеству Астрова и группы «Час пик».
В 2016 году редактор самарского издания «Свежая газета. Культура», журналист Илья Сульдин, назвал Александра Астрова «крёстным отцом русского хип-хопа».
В 2016 году сайт «Звуки.ру» назвал диск-жокея Астрова первым советским рэпером, чей «Рэп» был классическим образцом жанра по лекалу The Sugarhill Gang. Но в отличие от своих западных коллег Астров использовал в качестве «минусовки» не семплерные коллажи, а оригинальную музыку.
В 2016 году интернет-издание «Афиша Daily» назвало Александра Астрова «праотцом русского рэпа» за запись первого рэп-альбома на русском языке.
В 2017 году редактор портала Rap.ru, Антон Мартынов, также упомянул Астрова как «праотца русского рэпа», который выступил «духовным лидером» для советской группы «Час пик».
В 2017 году интернет-издание Lenta.ru заметило сходство композиции «Рэп» с песней «Rapper’s Delight» группы The Sugarhill Gang, строчки из которой Астров даже зачитал на английском. Журналист Алёна Кожевникова также упомянула, что пластинка «Рэп» считается первым рэп-релизом на русском языке.
В 2017 году песня «Рэп» группы «Час пик» вошла в список «История русского рэпа в 15 важнейших треках» компании «Союз». Составитель списка, Анатолий Зайков, подчеркнул, что Астров совместно с группой «Час пик» записал первый советский альбом в рэп-формате.
В 2018 году редактор сайта «Пятого канала», Денис Балин, в своей статье «Русский рэп: Мифы и реальность» упомянул, что рэп появился в СССР в далёком 1984 году, когда советская группа «Час пик» записала магнитоальбом «Рэп».
В 2021 году редактор самарского издания «Свежая газета. Культура», журналист Елизавета Березина, отметила, что Астров осуществил «запись первого рэпа на русском языке».
26 февраля 2024 года музыкальный критик российского информационного агентства InterMedia, Алексей Мажаев, рецензируя видео «Рэп в СССР: за 30 лет до Басты и «Касты» от YouTube-канала «Спасибо, послушаю» отметил, что Астров исполнил первый русский рэп, а куйбышевская группа «Час пик» записала подложку для композиции в диско-фанковом духе.

## Состав
- Александр Черкес — клавишные, руководитель группы[1]
- Валерий Петров — вокал, гитара
- Игорь Маслов — бас-гитара
- Александр Савельев — ударные

## Дискография
- 1983 — Час пик (магнитоальбом)[4]
- 1984 — Рэп (магнитоальбом)[1]